# کیکو وادا
کیکو وادا (انگلیسی: Kikuo Wada؛ زادهٔ ۱ مارس ۱۹۵۱) کشتی‌گیر اهل ژاپن بود.